# Concordia (Kansas)
Concordia is een plaats (city) in de Amerikaanse staat Kansas, en valt bestuurlijk gezien onder Cloud County.

## Demografie
Bij de volkstelling in 2000 werd het aantal inwoners vastgesteld op 5714.
In 2006 is het aantal inwoners door het United States Census Bureau geschat op 5281, een daling van 433 (-7,6%).

## Geografie
Volgens het United States Census Bureau beslaat de plaats een oppervlakte van
8,8 km², geheel bestaande uit land. Concordia ligt op ongeveer 409 m boven zeeniveau.

## Plaatsen in de nabije omgeving
De onderstaande figuur toont nabijgelegen plaatsen in een straal van 28 km rond Concordia.